# 執事少女とお嬢様
『執事少女とお嬢様』（しつじしょうじょとおじょうさま）は、真田一輝による日本の漫画作品。ドジながらも一生懸命な執事と、そんな彼女に少しずつ心を開いていくお嬢様を中心に描かれる百合コメディ作品であり、『まんがタイムきららフォワード』（芳文社）にて2009年7月号より2011年1月号まで連載されていた。単行本は全2巻。

## あらすじ
ひょんなことから憧れの沙綺の執事となったひなた。しかし、学園での憧れの存在の筈の沙綺は実は我儘お嬢様で...

## 登場人物
小向井ひなた（こむかい ひなた）
ドジかつ、いつも一生懸命な女子中学生。両親が友人の保証人となり、その借金を背負う。私立白樺学園にいられなくなるところを、「沙綺の専属執事になる」ことで救われる。
沙綺に対して憧れ→恋心を抱き、彼女に尽くすことを決意、以後立派な執事を目指している。
酒の匂いだけで酔う体質。酔うと、物凄いSの人格になる。
樿山沙綺（ さき）
人望の厚い美人で、学園理事長の妹かつ全校生徒の憧れの的。実はかなり高飛車で高慢な性格。両親が不在がちであり、幼少期よりよく相手をしてくれていた姉に心酔している。反面、姉以外の人間に対しては心を開かない。
当初は突然執事になったひなたに対しても辛辣な態度をとっていたが、彼女のまっすぐに自分に尽くす姿を見て徐々に心を開いていく。
勉強の方はちょっと苦手。
樿山沙織（ さおり）
大学生にして、私立白樺学園の理事長かつ沙綺の姉。いつも笑顔で優しい性格。しっかりしているようで、だらしないところもある。
沙綺のことを大切に思っており、ひなたを沙綺の執事に推している。酒好きなのか、屋敷の地下にはワインセラーがある。
三宅梨里香（みやけ りりか）
樿山家のメイド。沙織の趣味でよくコスプレをさせられているが、本人も楽しんでいる。
まじめではあるが、どこか抜けたところもある。
運転免許を持っているものの、いわゆる「ハンドルを握ると性格が変わるタイプ」。
橘百合香（たちばな ゆりか）
樿山家のメイド。間延びした語尾で話す。いつも梨里香と共に行動しており、同様に様々なコスプレをしている。20歳以上（?）。運転免許を持っている。
東海林陽菜（しょうじりん ひな）
沙織の執事。眼鏡をかけ、寡黙であまり表情の変わらない非常に優秀な執事。
やや感性が浮世離れしているところがある、天然。
沙織が学校にいる間もスケジュール調整や新しい資格の勉強をするなど真面目な性格で、「遊ぶ」ということが苦手。寝る時は全裸派。
麻衣（まい）
ひなたのクラスメイトで親友。ひなたのことを友人以上に大切に思っている。「親友特権」と称して、ひなたのスカートをよくめくる。
東久世空子（ひがしくぜ そらこ）
自称・沙綺の許嫁。沙綺を慕っているお嬢様であり、その行動は常識を超える。
ひなたの事を男と思っており、さらに沙綺がついたウソがきっかけで沙綺の恋人だと勘違いしている。

## 単行本
- 芳文社よりまんがタイムコミックスで2巻が刊行されている。

1. 第1巻（2010年5月27日発行）ISBN 978-4-8322-7912-4
2. 第2巻（2011年1月27日発行）ISBN 978-4-8322-7979-7